# Melitaea mauritii
Melitaea mauritii är en fjärilsart som beskrevs av Reverdin 1918. Melitaea mauritii ingår i släktet Melitaea och familjen praktfjärilar. Inga underarter finns listade i Catalogue of Life.